# Michel Brault
Michel Brault (ur. 25 czerwca 1928 w Montrealu, zm. 21 września 2013 w Toronto) – kanadyjski reżyser, scenarzysta, operator i producent filmowy.

## Filmografia
scenarzysta
- 1963: Pour la suite du monde
- 1974: Rozkazy
- 1999: Długa zima

reżyser
- 1958: Les Raquetteurs
- 1963: Pour la suite du monde
- 1968: Le Beau plaisir
- 1974: Rozkazy
- 1989: Ślub na papierze
- 1999: Długa zima

producent
- 1980: Le Coq de clocher
- 1985: A Freedom to Move
- 1995: Erreur sur la personne

zdjęcia
- 1956: La Communaute juive de Montreal
- 1958: Le Maitre du Perou
- 1963: A tout prendre
- 1969: Eloge du chiac
- 1975: Eliza's Horoscope
- 1982: La Quarantaine
- 2000: Anne Hebert

## Nagrody i nominacje
W 1975 otrzymał quebecką nagrodę teatralną Prix Victor-Morin. Był nominowany do nagrody Złotego Niedźwiedzia, a także dwukrotnie otrzymał nominację do nagrody Złotej Palmy z czego jedną wygrał. 